# Григоращук, Василий Петрович
Василий Петрович Григоращук (13 марта 1918, село Старые Мамаевцы, теперь село Мамаивцы Черновицкой области — 1 апреля 1980, село Староселье, теперь село Мамаевцы Черновицкой области) — украинский советский деятель, председатель колхоза имени Мичурина (имени Ленина) Кицманского района Черновицкой области. Депутат Верховного Совета УССР 6-7-го созывов. Герой Социалистического Труда (26.02.1958).

## Биография
Родился в крестьянской семье. Учился в местной школе, работал в сельском хозяйстве. В 1939—1940 годах служил в румынской королевской армии.
После того, как Северная Буковина в августе 1940 года вошла в состав СССР, заведовал сельским клубом в Старых Мамаевцах Кицманского района Черновицкой области.
В 1941 году, после оккупации села румынами, арестован полицией и заключен в Черновицкую тюрьмуы. Приговорен к пяти годам лишения свободы. С 1942 по 1944 год находился в концентрационном лагере в районе нынешнего города Первомайска Николаевской области. В 1944 году освобожден советскими войсками, вернулся в родное село.
С 1944 до 1950 года — председатель исполнительного комитета Старомамаевского (с 1946 года — Старосельського) сельского совета депутатов трудящихся Кицманского района Черновицкой области.
Член ВКП(б) с 1950 года.
С 1950 года — председатель правления колхоза имени Мичурина (потом — имени Ленина) села Староселье (теперь — Мамаевцы) Кицманского района Черновицкой области.

## Награды
- Герой Социалистического Труда (26.02.1958)
- орден Ленина (26.02.1958)
- орден Трудового Красного Знамени (1966)
- медали